# Bedum (Het Hogeland)
Bedum (en groningois : Beem) est un village de la commune néerlandaise de Het Hogeland, situé dans la province de Groningue.

## Géographie
Le village est situé à 7 km au nord de Groningue, sur le Boterdiep et le Winsumerdiep.
La gare de Bedum est elle située sur la ligne reliant Groningue à Delfzijl.

## Histoire
Le village de Bedum est né vers le Xe siècle sur deux monticules dans une zone d'extraction de la tourbe. 
Bedum est le chef-lieu de la commune du même nom avant le 1er janvier 2019, où celle-ci est supprimée et fusionnée avec De Marne, Eemsmond et Winsum pour former la nouvelle commune de Het Hogeland.

## Démographie
Le 1er janvier 2019, le village comptait 8 630 habitants.

## Sites et monuments
L'église Saint-Walfrid (Walfriduskerk) remonte au XIe siècle pour sa partie la plus ancienne. Dès cette époque, elle constitue un lieu de pèlerinage sur le tombeau de saint Walfrid, qui aurait été assassiné par les Vikings.
Au début du XVIe siècle, l'église est grandement endommagée en raison de la lutte qui oppose Charles de Gueldre aux troupes de l'empereur Charles Quint. Elle est reconstruite avec un chœur entouré d'un déambulatoire de style gothique.
Après la Réforme, les pèlerinages cessent, l'église est de moins en moins utilisée et tombe en ruine. Les modifications qui sont alors apportées pour la rendre plus conforme à la nouvelle fonction de lieu de culte réformé mutilent gravement le bâtiment, notamment par la démolition du chœur. 
Elle possède la tour la plus penchée d'Europe avec un écart de 2,61 mètres à une hauteur de 35,7 mètres,. Elle devance donc la tour de Pise dans cette catégorie.

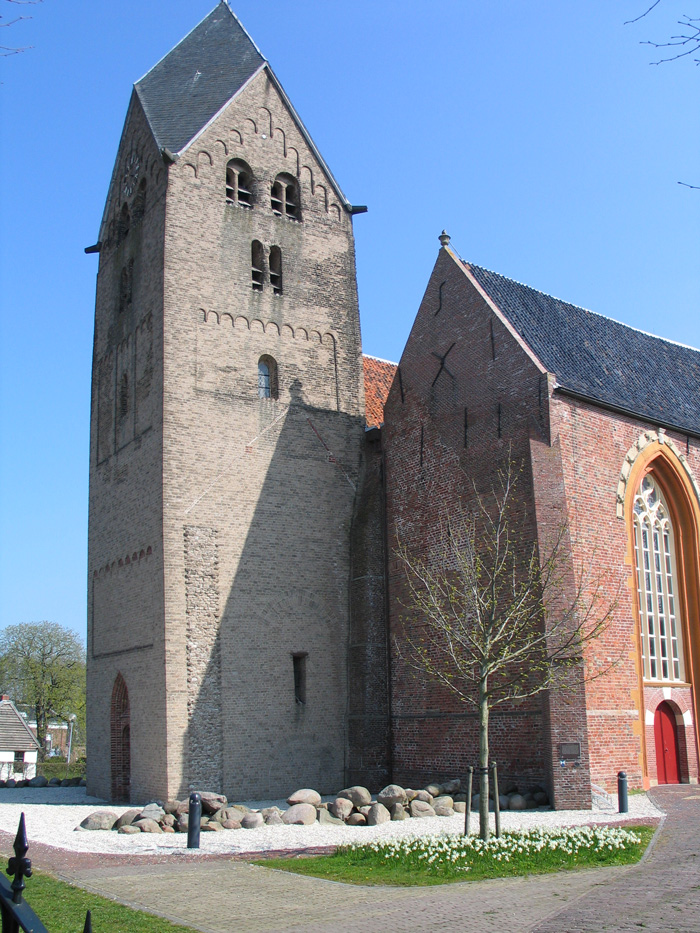
L'église Saint-Walfrid à Bedum.